# Bionly
Bionly（ビオンリー）は、主に美容室・ネイルサロン・エステティックサロン・アイラッシュサロン・リラクゼーションサロンなどの美容系サロンに向けて、株式会社アライズが提供しているiPad利用専用のPOSレジ（販売時点情報管理）システムである。

## 概要
搭載機能は、店頭でのレジ／会計機能の他に、WEB予約機能・顧客管理機能・集計／分析機能・在庫管理機能など、サロン運営に必要とされる基本的なものはすべて搭載されている。機能設定はPCブラウザやスマートフォンでも操作可能だが、レジ操作や電子カルテ作成などはiPadアプリでのみ可能なため、すべての機能を利用するにはiPadが必須となる。
また、Bionlyを利用契約すると同時に「CHEERBE（チアビー）」という顧客用予約アプリも利用できる。

## 機能一覧

### 予約管理
- WEB予約機能

独自のサロン専用WEB予約サイトから予約受付が24時間可能。電話などで入った予約はアプリに入力すると自動でWEB予約サイトと連動し、サイト上には空いている枠だけを表示できる。
- 予約受付可能人数設定
- 営業・予約受付時間設定
- スタッフシフト管理
- シフト調整
- 予約通知メール
- 予約一覧画面

### 顧客情報管理
- お客様情報登録
- 手書き電子カルテ
- 来店履歴
- 顧客メモ
- 顧客情報管理
- 電子施術同意書

### レジ・会計
- 割引
- まとめて会計
- メニュー選択
- 伝票一覧
- レジ内現金管理機能
- 入金管理機能
- 出金管理機能
- レシート発行
- 領収書発行

### 売上集計
- 期間別売上集計
- スタッフ別集計
- メニュー別売上集計
- 月毎の目標金額設定

### 分析
- リピート分析
- リピート詳細分析
- VIli分析
- 顧客分析
- 売上ツリー分析

### 在庫管理
- 入庫/出庫処理
- 返品
- 在庫確認
- 棚卸

### メール配信
- 予約完了メール
- サンキューメール
- バースデーメール
- ごぶさたメール
- 手動メッセージ
- 予約リマインドメール

### アプリ
- CHEERBE（チアビー）